# Tönnchen-Himten
Tönnchen-Himten war in Lauenburg ein Volumen- und Getreidemaß. Das Maß war für Getreide und Kartoffeln und galt bis zur Einführung des metrischen Systems am 1. Januar 1872.
- 1 Tönnchen-Himten = 30 Spint (für Kartoffeln)
- 1 Tönnchen-Himten = 19,4882 Liter